# 張吉子
張吉子（1943年10月29日—）是一名韓國婦女。上帝的教會世界福音宣教協會宣稱她是「母親上帝」。

## 人物傳記
張吉子於1969年在上帝的教會耶穌見證人會受浸禮。當時，她與金在勳已婚，育有兩個孩子，一個兒子和一個女兒。根據金在勳的說法，張吉子參與了上帝的教會耶穌見證人會，導致了婚姻中的問題。之後張吉子賣掉了自己的房子並將所有婚姻中的財產捐贈給了教會。他們最終離婚了。離婚後張吉子和他們的兩個孩子仍然是上帝的教會耶穌見證人會的信徒。

## 上帝的教會世界福音宣教協會
韓國的新興宗教組織上帝的教會世界福音宣教協會教導說，安商洪（1918–1985；韓國的基督教牧師，被視為再臨基督）與張吉子共同視為上帝。據說，兩人已婚。教會信徒可以稱她為「母親上帝」、「耶路撒冷母親」、「新耶路撒冷母親」或「天上母親」。並且據信她已經實現了聖經的所有預言。

## 其他活動
張吉子是國際WE LOVE YOU運動本部的會長。該基金會在2007年從「新生命福祉会」改名成「國際WE LOVE YOU運動本部」。

## 批評與爭議
安商洪在死之前，極力反對嚴秀仁的母親上帝論。安商洪死後其妻子黃源順和其三個兒女仍然堅持安商洪的工作，繼續留在釜山的教會。他們表示安商洪和張吉子並沒有任何婚姻關係。
韓國上帝的教會世界福音宣教協會受害者向最高檢察官辦公室提出告訴，指控張吉子和金湊哲欺詐了7億韓元。